# Arboreto de Hattori Ryokuchi
El Jardín Botánico Jindaiji en japonés: 服部緑地都市緑化植物園 Hattori Ryokuchi Toshiryokka Shokubutsuen, es un Arboreto y jardín botánico, en Toyonaka en la prefectura de Osaka, Japón.

## Localización
Se encuentra en el interior del parque de Hattori Ryokuchi.
Hattori Ryokuchi Toshiryokka Shokubutsuen 1-13 Terauchi Toyonaka-shi, Osaka-ken 182-0017, Honshu-jima Japón.
Planos y vistas satelitales.34°46′13″N 135°29′28″E / 34.77028, 135.49111
El jardín es visitable por el público en general, de 9:00 a 16:30, se cierra los lunes, pagando una tarifa de entrada.

## Historia
Durante la Era Showa en 1928 se produce la adquisición del terreno del parque por tres años, por parte de la municipalidad de Osaka fueron creados el bosque de bambú, el estanque, y un jardín paisajista.
Se crea el velódromo de Toyonaka en 1955, pero se desestima el estadio de atletismo por problemas de ubicación.
En el año 1983 y con motivo de la celebración del aniversario de los 58 años de la era Showa, se celebra de septiembre a octubre la primera "Feria Verde Urbana" anual que se celebra en este parque. Procede a su inauguración el Príncipe heredero Akihito el 7 de octubre.
El 23 de abril de 1992 el príncipe heredero Naruhito inaugura el bosque de la música.

## Colecciones

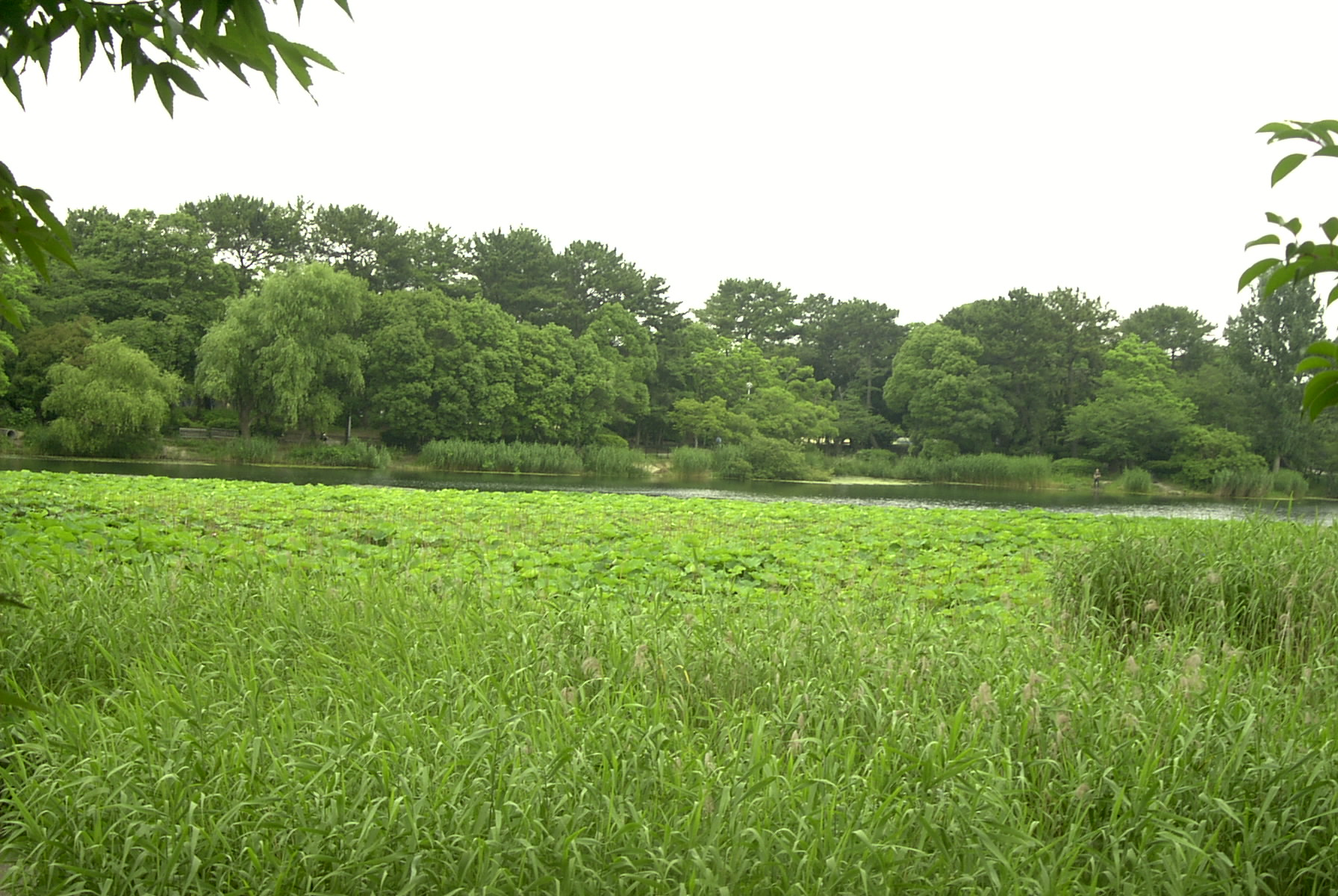
Charca con diversas plantas acuáticas y de humedal en el "Hattori Ryokuchi".

Este arboreto tiene sus plantas diseminadas, destacando:
- Colección de cerezos con 2,500 árboles planteados a lo largo del parque, incluye las variedades someiyoshino, yamazakura, y oyamazakura.
- Rhododendron
- bambús
- Plantas de humedales
- Plantas acuáticas, con lirios de agua entre otras.